# Pierres sonnantes du Guildo
Les pierres sonnantes du Guildo sont un ensemble de roches dites « amphibolites» qui ont la particularité de donner un son métallique lorsqu’on les frappe  avec une autre pierre. Elles gisent à Saint-Cast-le-Guildo, dans le département des Côtes-d'Armor, en Bretagne.

## Les pierres sonnantes du Guildo
Les pierres sonnantes du Guildo sont amassées sur les bords de l’estuaire de l'Arguenon, fleuve côtier qui se jette ici dans la Manche au niveau de la commune de Créhen. Elles sont très attractives et facilement accessibles, ce qui fait qu’il n’est pas rare de voir les promeneurs s’essayer à la musique sur ces instruments un peu particuliers, après avoir ramassé de petites pierres en dolérite pour frapper les grandes. Les pierres figurent également sur beaucoup de photos de vacances et les enfants prennent plaisir à jouer dans ce « chaos » insolite. 
Ces pratiques font l’objet d’une inscription à l’Inventaire du patrimoine culturel immatériel en France.

## La légende de Gargantua

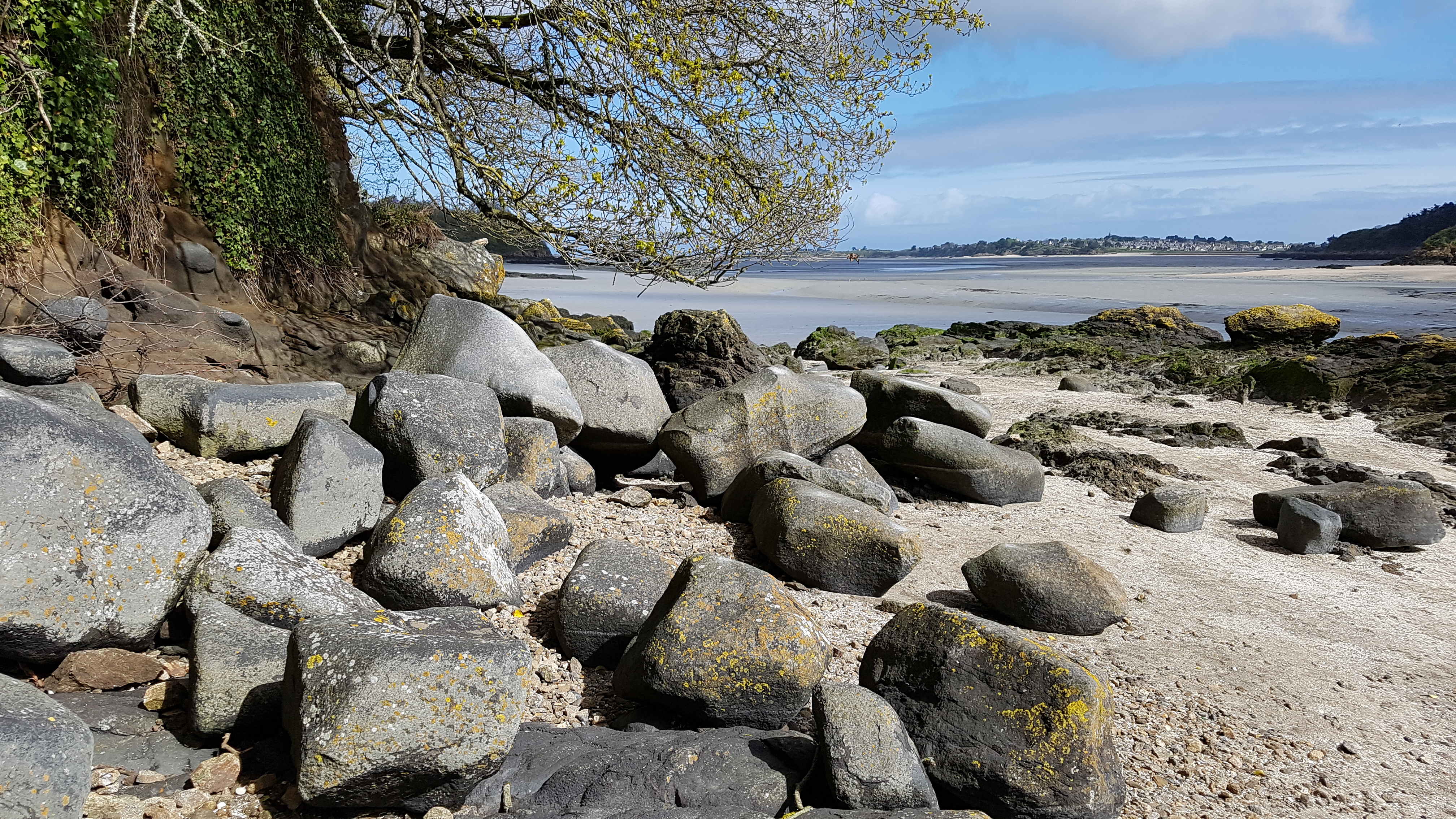
Pierres sonnantes du Guildo

Les pierres sonnantes sont, comme pour beaucoup de pierres, associées à une légende. Ici, elles font référence à un épisode de la vie du géant Gargantua, populaire indépendemment des écrits de François Rabelais. C’est un personnage très présent en Bretagne, où il aurait passé une partie de sa vie et aurait laissé des traces. Ainsi, Plévenon serait son village natal, on retrouve son bâton ou son petit doigt dans une pierre filiforme au Fort-la-Latte, ou encore sa tombe au mont Garrot, à Saint-Suliac (Ille-et-Vilaine).
La légende raconte que ces pierres sont issues d’une indigestion de Gargantua : « Un jour qu’il passe au-dessus du port de Saint-Jacut-de-la-Mer, il sent des odeurs de raietons qui sèchent – les Jaguens étaient réputés pour pêcher beaucoup de raies aux XVIIe siècle, XVIIIe siècle et plus tard. Ces raies étaient lavées, vidées, salées et mises à sécher sur les bateaux et dégageaient donc une odeur d’ammoniaque très forte. Comme il était très gourmand, il prend les bateaux comme on prend une coupe et hop ! il vide toutes les raies qu’il avale en même temps, et comme les bateaux étaient lestés avec des grosses pierres, il avale les pierres, et comme les raies étaient salées, il a soif et il va élargir l’estuaire de l’Arguenon pour boire mais ça va le faire vomir. Il va vomir les pierres, ces grosses boules qui ont formé l’amas des pierres sonnantes du Guildo ».
Les versions divergent sur la façon et le moment où il a avalé les pierres. Certains pensent qu’il les a ingurgitées avant d’arriver au Guildo, ou même qu’il les a avalées lors d’un festin offert par les habitants d’une commune voisine. Dans les deux cas, il les aurait régurgitées étant écœuré par l’odeur des raies de Saint-Jacut. Enfin, une dernière version rapporte qu’il les aurait ingérées volontairement pour les ramener dans son village natal, à Plévenon. 
D’autres légendes font référence à ces roches, l’une d’elles raconte par exemple que les pierres sonnantes cachent l’entrée du trésor du Diable,.

## Composition géologique des roches
Le son particulier de ces roches provient du fait qu’elles ont une contenance en fer plus importante qu’une pierre ordinaire. On attribue les particularités de ces roches à des matériaux différents de ceux d'une pierre ordinaire. La présence de mica ou de cristaux de quartz a longtemps fait rêver la population des villages alentour, qui y voyaient la présence d’argent ou de diamants. L’imaginaire a pris le relais à une époque où l’humain n’avait pas encore d’explications scientifiques. 